# Viola Falb

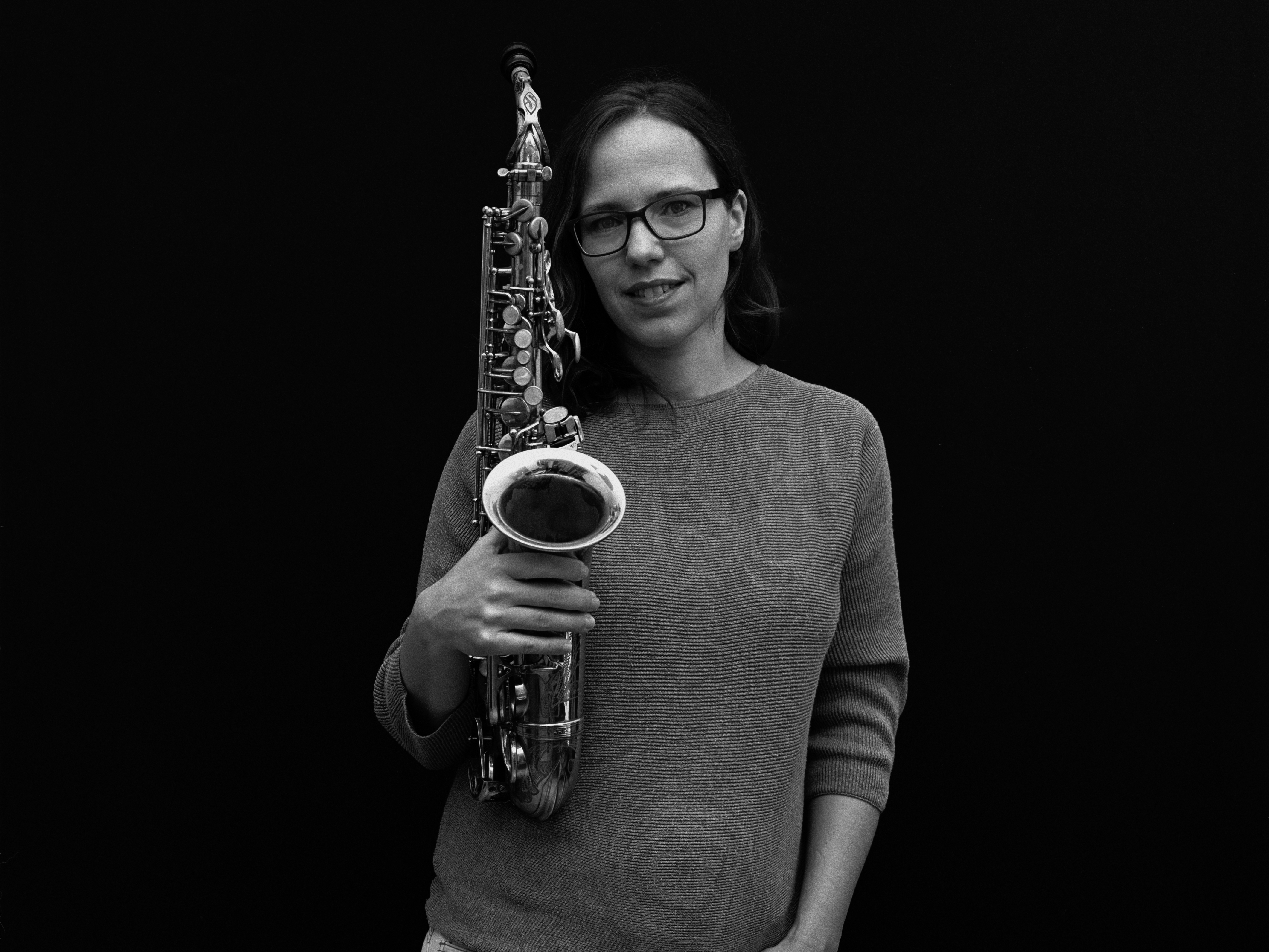
Viola Falb (© Martin Bilinovac)

Viola Falb (* 1980 in Großwiesendorf) ist eine österreichische Jazzmusikerin (Saxophone, Klarinette, Komposition), die in ihren Kompositionen „Einflüsse zwischen freiem Jazz und folkloristischen wie kammermusikalischen Anwandlungen“ verarbeitet.

## Leben und Wirken
Viola Falb besuchte als Siebenjährige die Musikschule Eggenburg, wo sie zunächst Klavierunterricht hatte, bevor mit elf Jahren das Saxophon ihr Hauptinstrument wurde. Im Jahr 1994 wechselte sie an die Musikschule Hollabrunn. Am Gymnasium in Hollabrunn schloss sie im Jahr 1998 die Matura ab. Während ihrer Schulzeit spielte Falb in verschiedenen Jazzensembles der Musikschule, der Bigband und im Saxophonquartett.
Nach der Matura setzte Falb ihre Ausbildung an der Universität für Musik und darstellende Kunst Wien fort, wo sie Unterricht bei Christian Maurer, Oto Vrhovnik, Klaus Dickbauer und Wolfgang Puschnig hatte. Nach dem Abschluss des Bakkalaureatstudium mit Schwerpunkt Klavier bei Michael Lipp 2002/03 setzte sie das Magisterstudium Saxophon Popularmusik mit den Schwerpunkten Komposition, Arrangement, Big Band und Ensemble fort, das sie 2007 mit Auszeichnung beendete. Außerdem hatte sie in dieser Zeit Studienaufenthalte an der Hochschule für Musik „Hanns Eisler“ Berlin 2004/2005, absolvierte das Jazztheorie-Studium bei Andy Middleton am Konservatorium Wien 2006/2007, das Masterstudium im Fach Jazzkomposition bei Christoph Cech an der Anton Bruckner Privatuniversität in Linz 2007/2008 sowie Unterricht in New York City bei u. a. Chris Potter, Steve Lehman, Ellery Eskelin, Rudresh Mahanthappa, Will Vinson und Max Pollak 2010 sowie Kompositions- und Saxophonunterricht bei Django Bates, Gerald Resch und Hayden Chisholm 2013.
Ab Mitte der 2000er-Jahre arbeitete Falb mit der Band Jazz bei Ralf (mit Wolfgang Schiftner, Arnold Zamarin, Florian Fennes), mit der 2004 erste Aufnahmen entstanden. 2004 gründete sie die Formation Falb Fiction (mit Christian Wendt, Herbert Pirker, Philipp Jagschitz), für die sie auch komponierte und bislang drei Alben einspielte. Ferner arbeitete sie seitdem mit dem Saxophonquartett Phoen (Album Verdreht (2010), mit Christoph Pepe Auer, Florian Fennes, Arnold Zamarin) und der Barbara Bruckmüller Big Band (Mei Mutterl war a Weanerin, 2015). Zu ihren eigenen Projekten gehört auch das Duo Kitsch & Glory (mit Maria Holzeis-Augustin), das Experimental-Trio Trip-Ling (mit Michael Bruckner-Weinhuber und Martin Ptak), das von John Zorns News for Lulu-Projekt beeinflusst ist, ferner ein Duo mit dem Bassisten Bernd Satzinger, das um Mark Holub erweiterte, 2020 das Trioalbum A Room for You vorlegte.
Viola Falb erhielt zudem zahlreiche Kompositionsaufträge, u. a. für den Österreichischen Blasmusikverband, die Jazzwerkstatt Wien, das Weinviertelfestival, die Universität für Musik und darstellende Kunst Wien, die Interessengemeinschaft der Niederösterreichischen KomponistInnen und das Spontane Netzwerk für Improvisierte Musik. Sie unterrichtete an der Musikschule Retz (Niederösterreich) und seit 2012 an der Musikschule Hollabrunn.

## Auszeichnungen und Preise
- 2004/2006: Förderpreis des Bundesministeriums „New Austrian Sound Of Music“ („Jazzzeit Publikumspreis“)
- 2006: Auswahl zur musikalischen Vertretung Österreichs für das „European Youth Jazz Orchestra“[2]
- 2006/2008: Hans-Koller-Preis in der Kategorie „Newcomer of the Year“
- 2013: Niederösterreichischer Kulturpreis
- 2016: Förderungspreis der Stadt Wien[5]
- 2016: Harry Pepl Preis Graz (Dotiert mit 4000 Euro)[6]

## Werke (Auswahl)

### Ensemblemusik
- A Lifetime’s Requiem – für zwei Stimmen, drei Saxophone, zwei Trompeten, zwei Posaunen, Schlagzeug, Bassgitarre und Klavier (2006)[7]
- Gitarren auf der Suche nach dem Glück – Quartett für vier Gitarren (2007)[7]
- Miniaturen für Stabspiele – Trio für Xylophon, Vibraphon und Marimbaphon (2008)[7]
- Eingang-Zwischenraum-Ausgang – für Kammerorchester (2012)[7]
- Bubble Bop – Duo für Klarinette und Klavier (2012)[7]
- Synchrotron – für zwei Violinen, Flöte, Oboe, Klarinette, Fagott, Horn, Viola (1) und Elektronik (2014)[7]
- INS:IST:ING – Duo für Saxophon und Marimbaphon (2014)[7]
- konträr:polar – Quartett für Flöte, Klarinette, Altsaxophon und Kontrabass (2014)[7]
- N:O:M:A – Quartett für Violine, Klarinette, Fagott und Klavier (2018)[7]

### Bläsermusik
- Fanfare – Kammerorchester für drei Saxophone, drei Trompeten und drei Tuben (2006)[7]
- Hope that you can feel it, feel it – Kammerorchester für fünf Saxophone, vier Trompeten, vier Posaunen, Schlagzeug, Gitarre, Bassgitarre und Klavier (2007)[7]
- Doch und nicht nur – Quartett für vier Flöten (2008)[7]
- 4 Kleine Werke, 2. Satz – Quartett für vier Saxophone (2009)[7]
- Triolino – Trio für drei Altsaxophone (2011)[7]
- Auf der Überholspur – Trio für drei Altsaxophone (2013)[7]
- saXas – Trio für drei Altsaxophone (2013)[7]
- Phonic – Quartett für vier Saxophone (2013)[7]
- Bobble Boom – Trio für drei Klarinetten (2013)[7]
- fÜNf – Quartett für vier Naturtrompeten in C (2014)[7]

### Solomusik
- Trompeteria – für Trompete Solo (2010)[7]
- Confusion – für Altsaxophon (2010)[7]
- Extended – für Altsaxophon (2011)[7]
- Viola’s art of living – Altsaxophon Solo (2013)[7]
- Etüde 2 (oh, some accents!) – für Bassklarinette (2014)[7]